# عبد الله الشمري (لاعب كرة قدم مواليد 1993)
عبد الله الشمري (بالإنجليزية: Abdullah Al-Shameri)‏؛ مواليد 17 سبتمبر 1993 في القصيم، السعودية، هو لاعب كرة قدم سعودي.
بدأ مع نادي الجبلين و لعب بعدها مع نادي التعاون ونادي الاتحاد ونادي الوحدة ونادي الحزم ونادي الجبلين.

## روابط خارجية
- عبد الله حايف الشمري على موقع Soccerway.com (الإنجليزية)